# トマス・ストーナー (第3代カモイズ男爵)

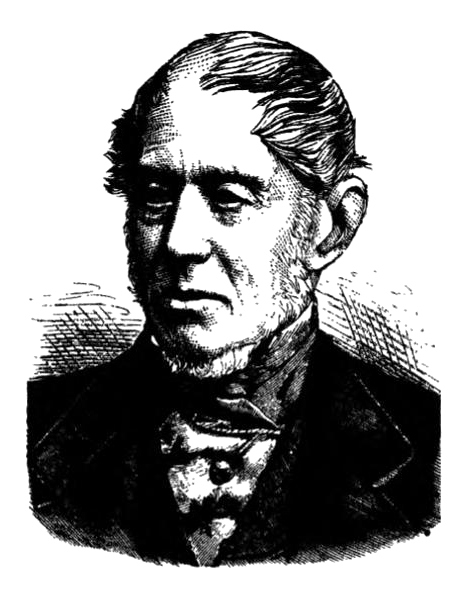
第3代カモイズ男爵

第3代カモイズ男爵トマス・ストーナー（Thomas Stonor, 3rd Baron Camoys、1797年10月22日 – 1881年1月18日）は、イギリスの政治家、イングランド貴族。ホイッグ党に属し、1830年代に短期間庶民院議員を務めたほか、1840年代から1870年代にかけて自由党内閣期の侍従たる議員を務めた。

## 生涯
トマス・ストーナー（1766年 – 1831年10月16日）と妻キャサリン（ヘンリー・ブランデルの娘）の息子として、1797年10月22日に生まれた。
1832年イギリス総選挙でホイッグ党候補としてオックスフォード選挙区から出馬して、953票（得票数2位）を得て当選したが、選挙申立により当選が無効とされ、1833年3月の補欠選挙には出馬しなかった。1837年イギリス総選挙ではホイッグ党候補としてオックスフォードシャー選挙区から出馬したが、1,458票（得票数4位）で落選した。
1839年8月27日の貴族院裁定により、カモイズ男爵の停止状態が解除され、ストーナーが3代男爵となった。カモイズ男爵位は1383年に議会招集令状により創設され、1426年より停止状態にあったが、1839年時点でも継承者になりうる人物が複数おり、ストーナーは継承権の8分の1を有するにすぎなかった（ただし、長子相続における順位では1位だった）。その後、1839年9月14日の議会招集令状に基づき貴族院議員に就任、自由党内閣期である1846年から1852年まで、1853年から1858年まで、1859年から1866年まで、1868年から1874年までと長期にわたって侍従たる議員を務めた。
1881年1月18日に死去、長男と次男に先立たれたため次男の息子フランシスが爵位を継承した。

## 家族
1821年7月25日、フランシス・タウンリー（Frances Towneley、1880年4月5日没、ペレグリン・エドワード・タウンリーの娘）と結婚、3男9女をもうけた。
- シャーロット（1822年5月15日 – 1875年2月28日） - 修道女[4]
- キャサリン・フランシス（1823年8月29日 – 1907年3月25日） - 生涯未婚[4]
- トマス・エドワード（1824年10月29日 – 1865年5月28日） - 1863年4月22日、キャサリン・コルサースト（Catherine Colthurst、1894年11月27日没、ジョン・コルサーストの娘）と結婚[4]
- フランシス（1829年1月5日 – 1881年1月1日） - 1855年9月25日、イライザ・ピール（Eliza Peel、1832年4月17日 – 1883年4月14日、イギリス首相サー・ロバート・ピールの娘）と結婚、子供あり。第4代カモイズ男爵フランシス・ストーナー（英語版）の父[5]
- イライザ（1830年7月23日 – 1860年7月24日） - 1852年8月24日、ヘンリー・チャールズ・シルヴァートップ（Henry Charles Silvertop、1887年12月3日没）と結婚[4]
- エドマンド（英語版）（1831年4月2日 – 1912年2月28日） - カトリック教会の聖職者[4]
- マリア（1832年4月2日 – 1914年1月20日） - 1855年10月17日、第7代準男爵サー・チャールズ・フレデリック・スミス（1897年11月14日没）と結婚[4]
- アグネス（1833年10月8日 – 1887年9月6日） - 修道女[4]
- ハリエット（1836年4月5日 – 1914年5月17日） - 1864年2月8日、第5代クリフデン子爵レオポルド・エイガー＝エリス（英語版）と結婚、子供あり[4]
- キャロライン（1837年5月24日 – ?） - 修道女[4]
- マーガレット・アン（1839年8月8日 – 1894年7月7日） - 1862年7月29日、エドワード・ペレイラ（Edward Pereira、1872年11月5日没）と結婚[4]
- イリナ・ルーシー（1842年1月16日 – 1886年6月21日） - 修道女[5]